# Червіньяно-д'Адда
Червіньяно-д'Адда (італ. Cervignano d'Adda) — муніципалітет в Італії, у регіоні Ломбардія, провінція Лоді.
Червіньяно-д'Адда розташоване на відстані близько 440 км на північний захід від Рима, 45 км на південний схід від Мілана, 18 км на південь від Лоді.
Населення — 2193 особи (2014).
Покровитель — святий Алессандро.

## Демографія
Населення за роками:

Станом на 1 січня 2023 року в муніципалітеті офіційно проживали 133 іноземці з 21 країни, серед них 26 громадян країн Євросоюзу та 4 громадяни України.

## Сусідні муніципалітети
- Гальганьяно
- Мулаццано
- Цело-Буон-Персіко